# Foltos nádiposzáta
A foltos nádiposzáta (Acrocephalus schoenobaenus) a madarak (Aves) osztályának verébalakúak (Passeriformes) rendjébe, ezen belül a nádiposzátafélék (Acrocephalidae) családjába tartozó faj.

## Előfordulása
A foltos nádiposzáta Nyugat-Ázsia egyes részein és Portugália kivételével csaknem egész Európában költ. Téli szálláshelyei Afrikában, a Szaharától délre találhatók.

### Kárpát-medencei előfordulása
Áprilistól októberig tartózkodik Magyarországon. Rendszeresen mintegy 150-200 ezer pár fészkel.

## Megjelenése

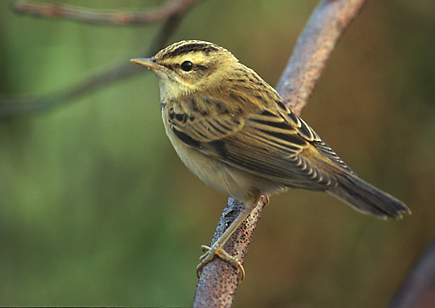

E madár hossza 13 centiméter, szárnyfesztávolsága 17–21 centiméter, testtömege pedig 10–13 gramm. A foltos nádiposzáta különös ismertetőjegye a hosszúkás, kecses testfelépítés. Hosszú, vékony csőre minden átmenet nélkül simul bele a fej kontúrjába. Farkát szokatlanul hosszú fedőtollak takarják. A hát sötétbarna színű, határozott csíkozással. A kormánytollak barnák, a faroktő halványbarna. A fej csíkozott, a szem fölött feltűnő fehér sáv húzódik (szemöldöksáv). A hím és a tojó hasonlít egymásra, a fiatalok sárgásabb árnyalatúak.

## Életmódja
A költési szezonban a hím egy magaslati ponton dalol vagy rövid felröppenése közben énekel. Tápláléka rovarokból áll. Körülbelül 6 évig élhet.

## Szaporodása

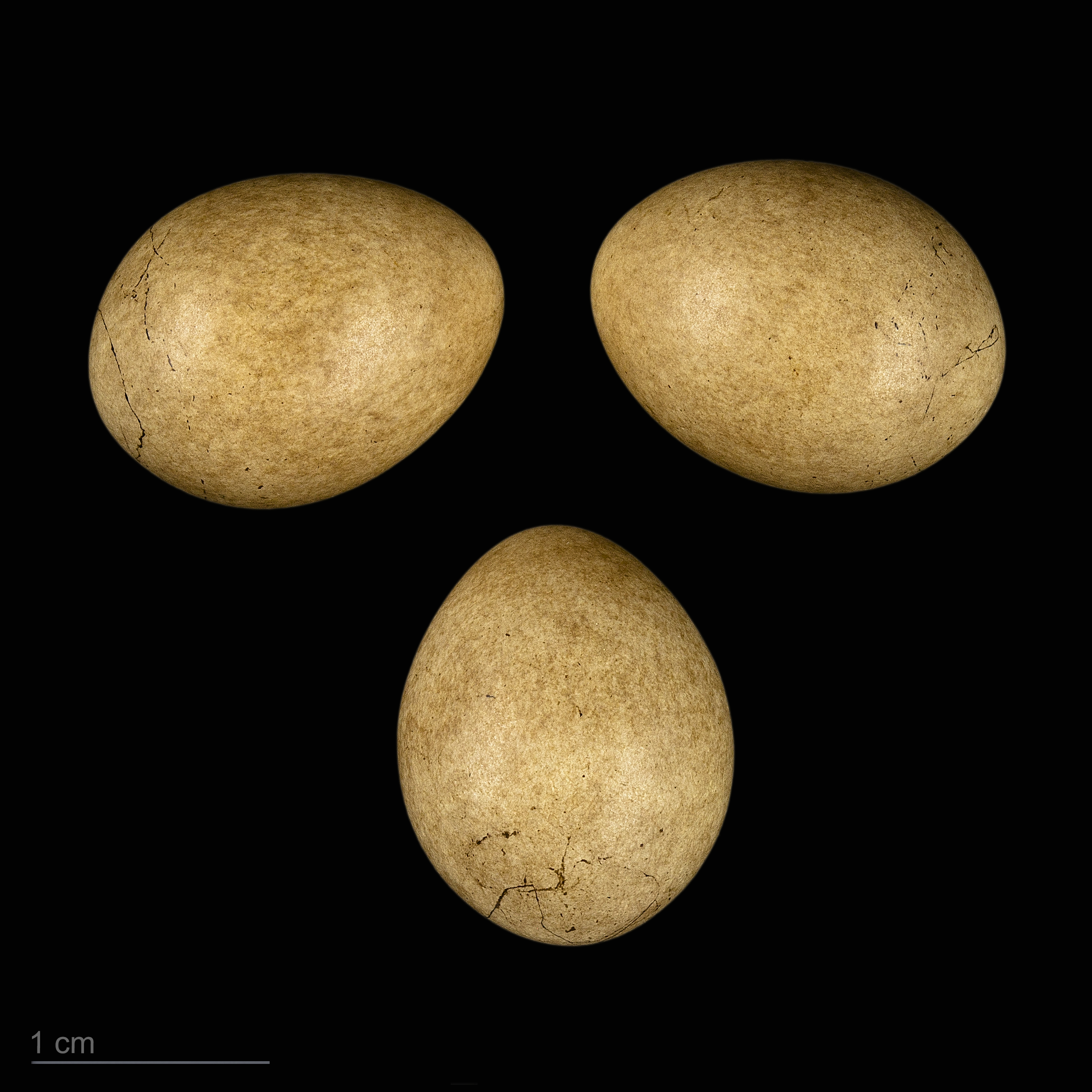
Acrocephalus schoenobaenus

A foltos nádiposzáta az ivarérettséget egyéves korban éri el. A költési időszak május–július között van. Évente egyszer-kétszer költ. Egy fészekaljban 5-6 halványbarna vagy sárgászöld, foltos tojás található, melyeket finom, sötét erezetű mintázat díszít. A tojásokon csak a tojó kotlik 13-14 napig. A fiatal madarak körülbelül 12-16 nap után repülnek ki.